# BG Leitershofen/Stadtbergen
O BG Leitershofen/Stafbergen, também conhecido como Topstar Kangaroos é um clube de basquetebol baseado em Stadtbergen, Alemanha que atualmente disputa a Liga Regional Sudeste, correspondente à quarta divisão do país. Manda seus jogos no Sporthalle Stadtbergen e nasceu da fusão dos departamentos de basquetebol do TSV Leitershofen e TSG Stadtbergen.

## Histórico de Temporadas
| Temporada | Nível | Liga         | Pos. | Resultado          |
| --------- | ----- | ------------ | ---- | ------------------ |
| 2008-09   | 4     | Regionalliga | 5º   |                    |
| 2009-10   | 4     | Regionalliga | 2º   | PromovidoFinalista |
| 2010-11   | 3     | ProB         | 2º   | PromovidoFinalista |
| 2011-12   | 2     | ProA         | 15   | Rebaixado          |
| 2012-13   | 3     | ProB         | 8º   | Oitavas de finais  |
| 2013-14   | 3     | ProB         | 12º  | Rebaixado          |
| 2014–15   | 4     | Regionalliga | 5º   |                    |
| 2015–16   | 4     | Regionalliga | 2º   |                    |
| 2016–17   | 4     | Regionalliga | 11º  |                    |
| 2017-18   | 4     | Regionalliga | 10º  |                    |
| 2018-19   | 4     | Regionalliga | 2º   |                    |
| 2019-20   | 4     | Regionalliga | 8º   |                    |
| 2020-21   |       |              |      |                    |
| 2021-22   | 4     | Regionalliga | 1º   |                    |
| 2022-23   | 3     | ProB         | 9º   |                    |
| 2023-24   | 3     | ProB         | 12º  |                    |
| 2024-25   | 3     | ProB         | 1º   | Oitavas de finais  |
| 2025-26   | 3     | ProB         |      |                    |

fonte:eurobasket

## Títulos

### 2.Bundesliga ProB
- Finalista (1): 2010-11

### Regionalliga Sudeste
- Finalista (3): 2009-10, 2015-16, 2018-19